# Ernst Kraus (Rennfahrer)

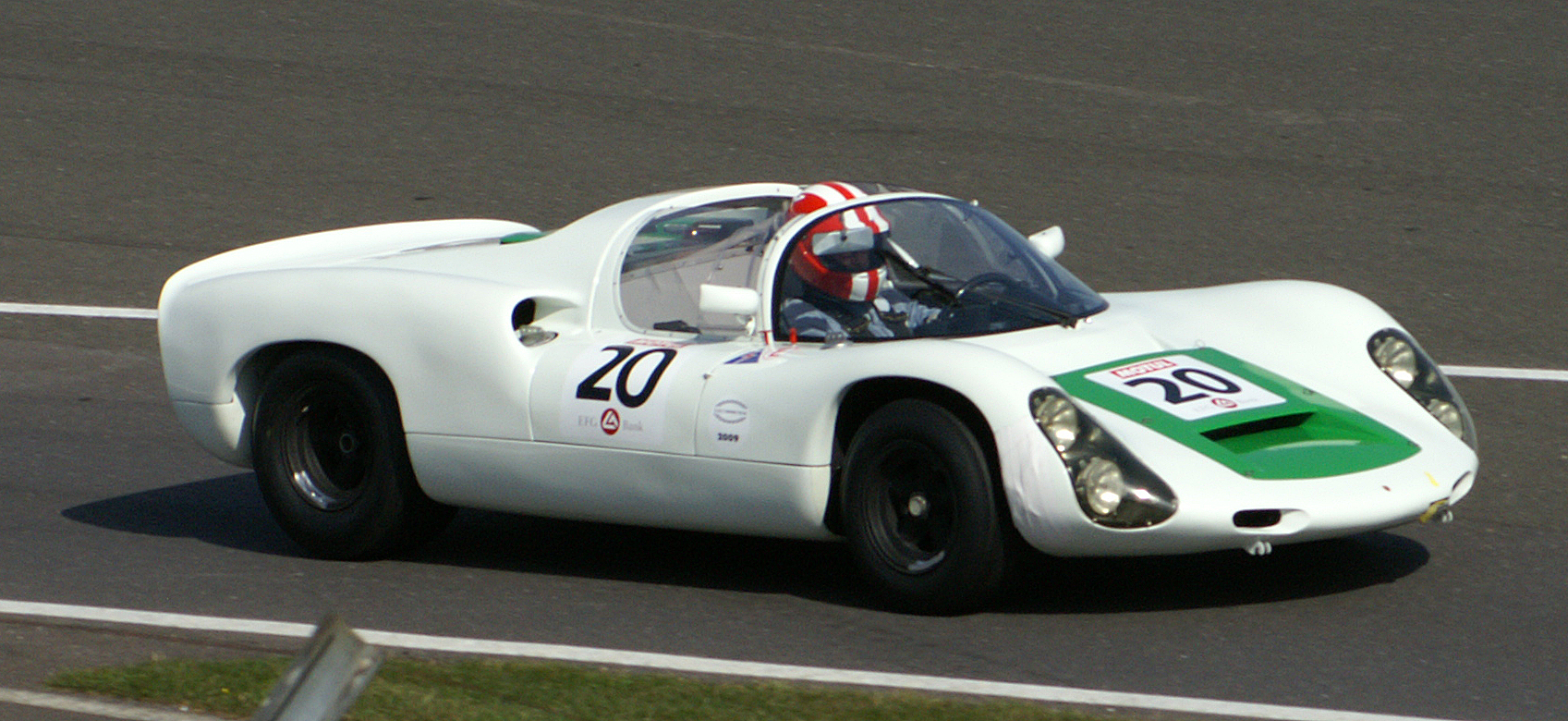
Der von Ernst Kraus gefahrene Porsche 910

Ernst Kraus (* 18. Januar 1941 als Karl Ernst Dietzsch in Zwickau; † 27. Mai 2017 in Garmisch-Partenkirchen) war ein deutscher Autorennfahrer und Eishockeyfunktionär.

## Privates und Kindheit
Ernst Kraus wurde als einziger Sohn von Karl und Margarete Dietzsch in Zwickau geboren und wuchs zunächst in Glauchau auf. Sein Vater (Inhaber der damaligen Ernst Dietzsch Karosseriewerke) starb einen Monat nach seiner Geburt an einer schweren Nierenerkrankung. Im Jahr 1946 flüchtete seine Mutter Margarete mit ihm nach Altenstadt in Bayern, wo sie Baptist Kraus (BEYER + CO. KRISTALLGLAS GmbH) heiratete. Dieser adoptierte auch den damals fünfjährigen Jungen. Seine schulische Ausbildung begann er im Internat Schondorf (heute: Landheim am Ammersee) und beendete sie mit dem Abitur an der Oberrealschule Garmisch-Partenkirchen. Danach studierte er  Betriebswirtschaftslehre in München und schloss mit dem Diplom ab. Mit seinem Unternehmen war er auch noch lange nach seiner Karriere als Rennfahrer für den Bau zahlreicher Häuser in Garmisch-Partenkirchen und in den neuen Bundesländern verantwortlich.

## Karriere
Kraus begann seine Karriere als Rennfahrer nach einem erfolgreich abgeschlossenen ADAC-Renntraining der Scuderia Hanseat auf dem Nürburgring mit einem BMW 700. Er arbeitete sich weiter über Porsche 911 und BMW Alpina 3.0 CS hoch, bis er Anfang der 1970er-Jahre mit dem Porsche 917 an den Interserie-Rennen teilnahm. 1975 wurde er nach sieben Rennen und drei Podiumsplätzen Zweiter der Interserie.
Am 25. April 1976 lag er beim 4-Stunden-Rennen von Monza gemeinsam mit Reinhold Joest in einem überarbeiteten Porsche 908 lange an dritter Stelle. In der letzten Stunde des Rennens, Joest fuhr, verlor der Porsche einen Reifen und der Podiumsplatz ging verloren. Am 27. Juni 1976 erreichte er beim 4-Stunden-Rennen von Pergusa, der Coppa Florio, gemeinsam Jürgen Barth auf einem Porsche 908/03 Turbo den fünften Platz und damit hinter Jochen Mass/Rolf Stommelen Platz zwei in seiner Klasse. Im gleichen Jahr startete Kraus in der Interserie auf der Strecke in Kassel-Calden. Durch einen Unfall von Joest schied der Wagen jedoch früh aus.
Als Kraus’ Frau den ersten der beiden Söhne erwartete, beendete er seine Karriere als Rennfahrer und konzentrierte sich auf sein Bauunternehmen in Garmisch-Partenkirchen, das noch bis heute als Hausverwaltung existiert.
Nebenbei engagierte er sich von 1983 bis 1987 beim Eishockeyverein SC Riessersee als erster Vorstand.

## Statistik

### Le-Mans-Ergebnisse
| Jahr | Team             | Fahrzeug             | Teamkollege       | Platzierung | Ausfallgrund |
| ---- | ---------------- | -------------------- | ----------------- | ----------- | ------------ |
| 1970 | Christian Poirot | Porsche 910          | Christian Poirot  | Ausfall     | Motorschaden |
| 1976 | Joest Racing     | Porsche 908/03 Turbo | Günter Steckkönig | Rang 7      |              |

### Einzelergebnisse in der Sportwagen-Weltmeisterschaft
| Saison | Team                                    | Rennwagen               | 1   | 2   | 3   | 4   | 5   | 6   | 7   | 8   | 9   | 10  | 11  | 12  | 13  | 14  |
| ------ | --------------------------------------- | ----------------------- | --- | --- | --- | --- | --- | --- | --- | --- | --- | --- | --- | --- | --- | --- |
| 1968   | Caltex Racing                           | Porsche 911             | DAY | SEB | BRH | MON | TAR | NÜR | SPA | WAT | ZEL | LEM |     |     |     |     |
| 1968   | Caltex Racing                           | Porsche 911             |     |     | 23  |     |     |     |     |     |     |     |     |     |     |     |
| 1969   | Joseph Greger Vereinigung Auto Sportler | Porsche 910             | DAY | SEB | BRH | MON | TAR | SPA | NÜR | LEM | WAT | ZEL |     |     |     |     |
| 1969   | Joseph Greger Vereinigung Auto Sportler | Porsche 910             |     |     |     | DNF |     |     | DNF |     |     | 9   |     |     |     |     |
| 1970   | Hans-Dieter Blatzheim Christian Poirot  | Porsche 907 Porsche 910 | DAY | SEB | BRH | MON | TAR | SPA | NÜR | LEM | WAT | ZEL |     |     |     |     |
| 1970   | Hans-Dieter Blatzheim Christian Poirot  | Porsche 907 Porsche 910 |     |     | DNF |     |     | 13  | DNF | DNF |     |     |     |     |     |     |
| 1971   | Ernst Kraus                             | Porsche 908             | BUA | DAY | SEB | BRH | MON | SPA | TAR | NÜR | LEM | ZEL | WAT |     |     |     |
| 1971   | Ernst Kraus                             | Porsche 908             |     |     |     |     | 8   |     |     |     |     |     |     |     |     |     |
| 1975   | Joest Racing                            | Porsche 908             | DAY | MUG | DIJ | MON | SPA | PER | NÜR | ZEL | WAT |     |     |     |     |     |
| 1975   | Joest Racing                            | Porsche 908             |     | 8   | DNF | 5   |     | DNF | 5   | 4   |     |     |     |     |     |     |
| 1976   | Joest Racing                            | Porsche 908             | MUG | VAL | NÜR | MON | SIL | IMO | NÜR | ZEL | PER | WAT | MOS | DIJ | DIJ | SAL |
| 1976   | Joest Racing                            | Porsche 908             |     |     |     | DNF |     | 16  |     |     | DNF |     |     |     |     |     |